# Proposition de référendum d'initiative partagée sur les aéroports de Paris

Logo du Groupe ADP.

Une proposition de référendum d'initiative partagée (RIP) sur les aéroports de Paris est lancée en 2019 en France. Première du genre dans le pays, elle est destinée à ratifier une proposition de loi « visant à affirmer le caractère de service public national de l’exploitation des aérodromes de Paris ». Cette proposition de loi est déposée par 248 parlementaires de l'opposition au second gouvernement d'Édouard Philippe afin de contrer son projet de privatisation du Groupe ADP, propriétaire et exploitant des aéroports de Paris. Le recueil des signatures des électeurs pouvant conduire au référendum est mis en œuvre pendant neuf mois, du 13 juin 2019 au 12 mars 2020.
La proposition de référendum échoue, recueillant 1,09 million de signatures sur les 4,71 millions nécessaires.

## Contexte

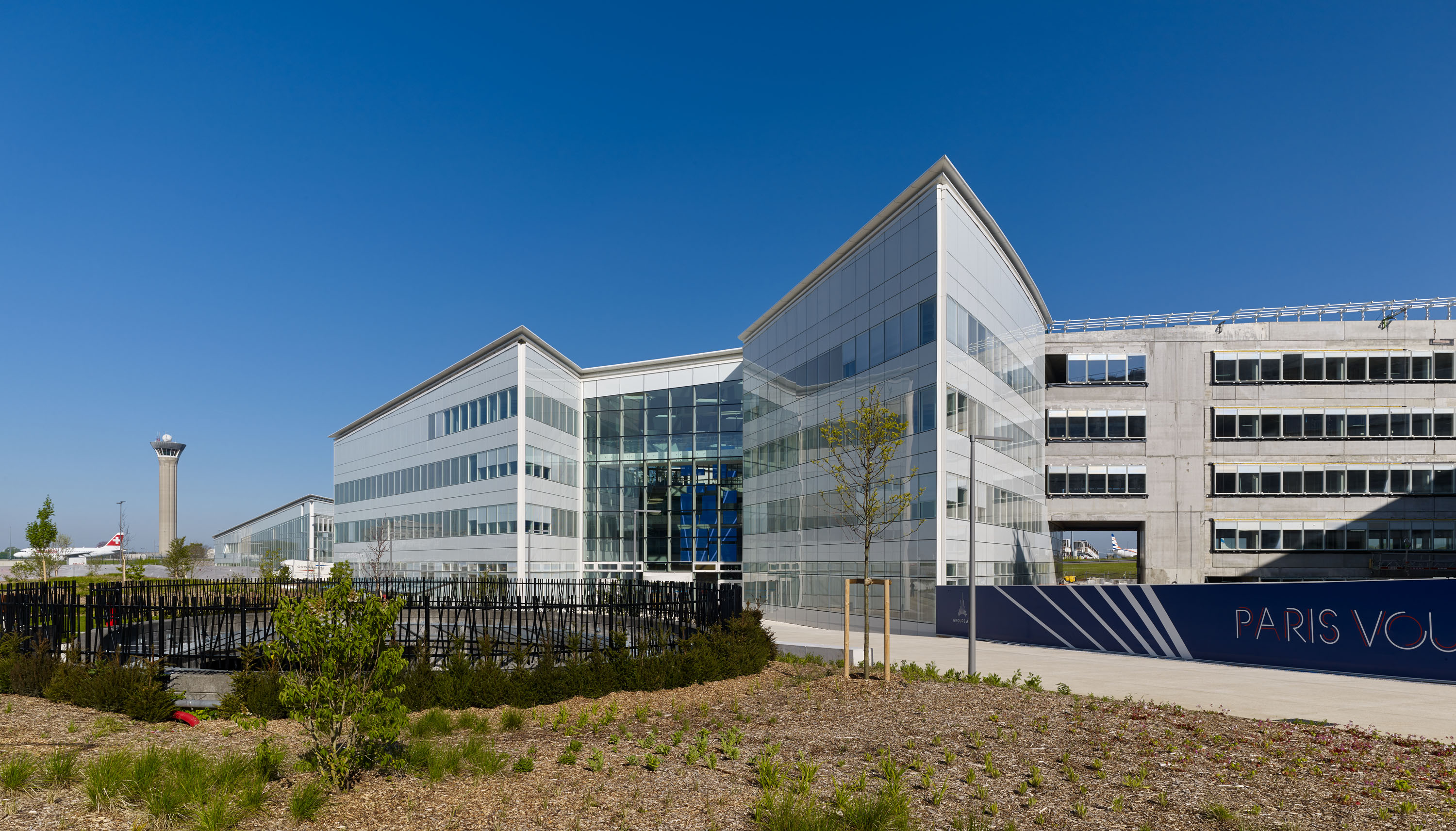
Siège du Groupe ADP (anciennement Aéroports de Paris).

Dès l’origine du projet, des personnalités s'engagent pour que cette privatisation fasse l'objet d'un débat national.
La proposition de loi « visant à affirmer le caractère de service public national de l’exploitation des aérodromes de Paris » est déposée le 10 avril 2019 alors que la privatisation du groupe est envisagée par le projet de loi relatif à la croissance et la transformation des entreprises (PACTE),. Le lendemain, le projet de loi est adopté par l'Assemblée nationale. Le 9 mai 2019, le Conseil constitutionnel juge que les quatre conditions requises (nombre de signataires de parlementaires requis, proposition ne comportant pas de disposition contraire à la Constitution, ayant trait à la politique économique du pays et n'ayant pas de lien avec une loi promulguée depuis moins d’un an) sont respectées et ouvre la voie à une procédure référendaire,. Le Gouvernement décide alors de surseoir à la procédure de privatisation, le ministère de l'Économie indiquant : « Aucune décision sur la privatisation d'ADP ne sera prise dans le délai de la procédure. Nous attendons désormais la décision du Conseil constitutionnel sur le fond de la loi Pacte ».
Cette décision du Conseil constitutionnel est diversement appréciée. Les juristes Olivier Duhamel et Nicolas Molfessis estiment que le Conseil constitutionnel donnerait ainsi la prévalence au vote populaire sur la démocratie représentative et qu'il conviendrait que sa décision du 9 mai soit rendue caduque par la promulgation de la loi Pacte. Le juriste Paul Cassia et l'historien Patrick Weil estiment a contrario que le Conseil constitutionnel ne pouvait juger autrement, le vote en lecture définitive de la loi Pacte étant postérieur à la procédure de RIP.

## Étapes de la proposition

### Déclenchement par les parlementaires
Le référendum d'initiative partagée repose sur l'article 11 de la Constitution modifié par la loi constitutionnelle du 23 juillet 2008, la loi organique du 6 décembre 2013, la loi ordinaire du même jour, ainsi que le décret du 11 décembre 2014 entré en vigueur le 1er janvier 2015. Si le référendum d'initiative partagée est ainsi introduit en 2008 sous la présidence de Nicolas Sarkozy, sa mise en application n'est de ce fait possible que depuis 2015.
La procédure est activée le 9 avril 2019, quand 248 parlementaires — soit 26,8 % du total, contre 20 % exigé — déposent une proposition de loi afin que le Groupe ADP soit considéré comme un service public. Cette initiative a lieu en pleine période d'examen du projet de loi PACTE, qui vise notamment à privatiser plusieurs entreprises dont Groupe ADP et qui est adopté définitivement par 147 voix contre 50. Le projet de rassemblement transpartisan entre parlementaires de gauche et de droite, à l'exclusion de l'extrême-droite, a été initié par la députée socialiste Valérie Rabault et le sénateur socialiste Patrick Kanner lors de la tentative inaboutie d'activer le RIP pour rétablir l’impôt sur la fortune. La convergence des analyses de la gauche et de la droite sur la base de l'expérience négative de la privatisation des autoroutes permet de franchir la barre des 185 soutiens parlementaires pour activer la procédure.
Celle-ci est validée le 9 mai 2019 par le Conseil constitutionnel, dont la décision est publiée au Journal officiel le 15 mai suivant,.
| ✔ Pour   |       | Socialiste / socialiste et républicain                                            | 29 / 29   | 72 / 74   |  |  |  |  |  |  |  |  |  |  |
| ✔ Pour   |       | Les Républicains                                                                  | 53 / 104  | 23 / 144  |  |  |  |  |  |  |  |  |  |  |
| ✔ Pour   |       | La France insoumise                                                               | 17 / 17   | –         |  |  |  |  |  |  |  |  |  |  |
| ✔ Pour   |       | Gauche démocrate et républicaine / communiste, républicain, citoyen et écologiste | 15 / 16   | 16 / 16   |  |  |  |  |  |  |  |  |  |  |
| ✔ Pour   |       | Libertés et territoires / Les Indépendants – République et territoires            | 11 / 16   | 1 / 12    |  |  |  |  |  |  |  |  |  |  |
| ✔ Pour   |       | UDI, Agir et indépendants / Union centriste                                       | 3 / 29    | 1 / 51    |  |  |  |  |  |  |  |  |  |  |
| ✔ Pour   |       | Rassemblement démocratique et social européen                                     | –         | 5 / 22    |  |  |  |  |  |  |  |  |  |  |
| ✔ Pour   |       | Non-inscrits (dont Rassemblement national)                                        | 2 / 14    | 0 / 6     |  |  |  |  |  |  |  |  |  |  |
| ✗ Contre |       | La République en marche (LREM)                                                    | 0 / 306   | 0 / 23    |  |  |  |  |  |  |  |  |  |  |
| ✗ Contre |       | Mouvement démocrate (MoDem)                                                       | 0 / 46    | [ b ]     |  |  |  |  |  |  |  |  |  |  |
|          |       |                                                                                   |           |           |  |  |  |  |  |  |  |  |  |  |
| Total    | Total | Total                                                                             | 130 / 577 | 118 / 348 |  |  |  |  |  |  |  |  |  |  |

### Collecte des signatures

#### Modalités
Les initiateurs de la démarche doivent réunir les signatures d'au moins 10 % du corps électoral, soit 4 717 396 soutiens à partir du mois suivant, sur une durée maximale de neuf mois. Les signatures sont possibles en ligne sur une page dédiée du site du ministère de l'intérieur. En accord avec la loi organique de 2013, des points d’accès à Internet sont mis à disposition « au moins dans la commune la plus peuplée de chaque canton » et « dans les consulats ». Un électeur peut également faire enregistrer « par un agent de la commune » son soutien « présenté sur papier ». La période de collecte commence le 13 juin 2019 et se termine le 12 mars 2020.

#### Critiques

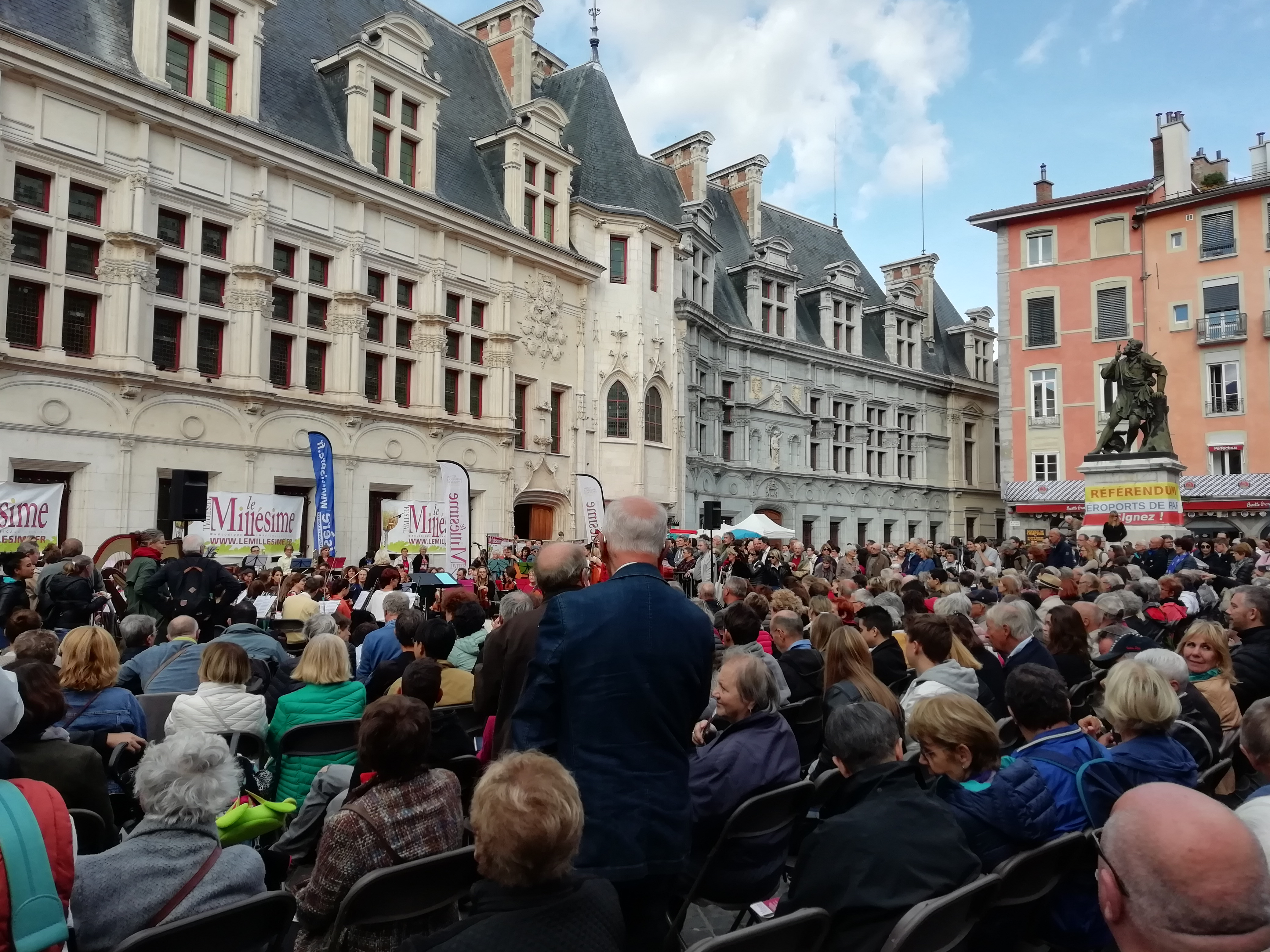
Bannière sur la statue de Bayard durant le festival Le Millésime à Grenoble pour appeler à signer la proposition.

Le site mis à disposition pour le recueil des signatures est rapidement critiqué pour ses difficultés d'utilisation. Sont notamment en cause la nécessité d'utiliser le code Insee des communes — et non le code postal — ou l'obligation d'absence d'accents et de virgules, et au contraire celle de l'utilisation des majuscules, avec dans chaque cas un blocage de la procédure sans que la cause ne soit indiquée à l'utilisateur. Cette situation conduit des partisans de la proposition à accuser le site d'avoir été conçu de manière à décourager les signataires,,. En parallèle, le 25 juin, après la découverte d'une astuce permettant de faciliter grandement le décompte à partir d'une page du site, le ministère de l'Intérieur intervient aussitôt pour modifier celle-ci, rendant le décompte accéléré impossible. Contacté, le ministère se justifie de la façon suivante : « Le législateur a confié au Conseil constitutionnel et à lui seul le décompte des soutiens. Il n'a pas prévu que les électeurs et de manière générale nos concitoyens y aient accès, raison pour laquelle le ministère de l'Intérieur est intervenu pour que cette page n'apparaisse plus ». Aucun des problèmes d'utilisation relevés par les signataires ne sont en revanche corrigés,.
Le problème lié au code Insee est finalement corrigé le 1er juillet à la demande du Conseil constitutionnel, les seuls noms des communes étant désormais nécessaires. De même, les impératifs en matière de virgules et de majuscules sont précisés explicitement sur le formulaire. Un tutoriel vidéo ainsi qu'une foire aux questions (FAQ) sont également ajoutés.
Arrêt sur images et Le Média pointent la très faible médiatisation de la pétition pour un référendum sur la privatisation d'Aéroports de Paris, notamment en comparaison du grand débat lancé par Emmanuel Macron. Ainsi, dans les 30 jours suivant leur démarrage respectif, la presse a consacré 13 000 articles au grand débat, contre 500 à ADP.
La présidente de Radio France refuse de diffuser des spots publicitaires des opposants à la privatisation de aéroports de Paris. Pour Arrêt sur images, elle agit par loyauté envers Emmanuel Macron, qui l’a nommée.

#### Décompte
Le gouvernement n'ayant pas souhaité mettre en place un compteur des soutiens enregistrés, plusieurs internautes tentent de recenser leur nombre, avec des moyens différents,,. Selon les compteurs non officiels, les signatures validées atteignent la barre des 5 % de l'objectif le 20 juin, puis celle des 8 % le 25, et celle des 10 % le 5 juillet,,,. À la mi-juillet 2019, le site adprip.fr estime que le nombre de signatures recueillies, en fort ralentissement après les quinze premiers jours de la collecte, passe sous le seuil correspondant aux prévisions requises pour espérer déclencher le référendum.
Le Conseil constitutionnel prévoit dans un premier temps de communiquer le nombre de signataires de façon mensuelle. Le 1er juillet 2019, le Conseil communique pour la première fois le nombre de signatures validées par le ministère de l'Intérieur. Il précise aussi que les réclamations dont il a été saisi « portent dans une très grande proportion sur le fonctionnement du site internet dédié ». Au second décompte, le Conseil constitutionnel annonce que les comptages seront effectués une fois par quinzaine à partir de fin août et que des améliorations pourront être mises en place « dans le respect des exigences de sécurité de la procédure ». Ce choix est reconfirmé par le Conseil en même temps que la diffusion du nouveau décompte le 29 août,. En janvier 2020, le Conseil constitutionnel annonce avoir reçu 4 135 réclamations et avoir répondu à 3 925 d'entre elles.
La proposition de référendum réunit finalement 1,09 million de signatures. L'échec du projet est acté le 26 mars 2020 par le Conseil constitutionnel.
| Date              | Signatures déposées sur le site du ministère | Signatures déposées sur le site du ministère | % du total nécessaire |
| Date              | Nombre                                       | Gain                                         | % du total nécessaire |
| ----------------- | -------------------------------------------- | -------------------------------------------- | --------------------- |
| 1er juillet 2019  | 465 900                                      | 465 900                                      | 9,88                  |
| 30 juillet 2019   | 597 000                                      | 131 100                                      | 12,65                 |
| 29 août 2019      | 713 000                                      | 116 000                                      | 15,11                 |
| 25 septembre 2019 | 822 000                                      | 109 000                                      | 17,42                 |
| 23 octobre 2019   | 896 000                                      | 74 000                                       | 18,99                 |
| 20 novembre 2019  | 969 000                                      | 73 000                                       | 20,54                 |
| 18 décembre 2019  | 1 036 000                                    | 67 000                                       | 21,96                 |
| 8 janvier 2020    | 1 057 000                                    | 21 000                                       | 22,41                 |
| 19 février 2020   | 1 100 000                                    | 43 000                                       | 23,32                 |
| 4 mars 2020       | 1 116 000                                    | 16 000                                       | 23,66                 |
| 13 mars 2020      | 1 090 570                                    | 25 430                                       | 23,12                 |

### Sociologie des signataires
À la mi-juillet 2019, Jérôme Fourquet et Sylvain Manternach, s'appuyant sur les données traitées disponibles sur le site adprip.fr (ici arrêtées au 7 juillet), indiquent que le signataire-type à ce stade vote à gauche, est diplômé et dispose d'un capital culturel important, et que la mobilisation « doit beaucoup aux réseaux écolo-mélenchonistes et très peu aux territoires acquis aux Républicains et au Rassemblement national ». En pourcentage du nombre d'inscrits sur les listes électorales, les 10e et 11e arrondissements de Paris arrivent en tête, avec environ 5 % d'électeurs signataires.
D'après le journaliste Lucas Gautheron, du fait de la faible médiatisation de l’événement, « pour être au courant, il faut être très impliqué politiquement, très informé, et ce sont des biais qui favorisent les personnes les plus diplômées ».

### Possibilité d'un vote du Parlement
Si l'étape de la collecte des signatures avait été atteinte avant le 12 mars 2020, le Sénat ou l'Assemblée nationale aurait dû étudier dans les six mois la proposition de loi visant à conférer le statut de service public aux Aéroports de Paris, c'est-à-dire au plus tard le 12 septembre 2020. En cas d'adoption d'une motion de renvoi en commission, un référendum aurait alors dû être organisé. « Tout autre vote sur le contenu de la proposition de loi RIP – son adoption, son rejet, sa modification, le vote d’une question préalable dont l'objet est de décider qu'il n'y a pas lieu de délibérer ou celui d’une exception d’irrecevabilité visant à faire reconnaître que le texte est contraire à une disposition constitutionnelle – par l’une et l’autre chambre fera obstacle au référendum ».

## Opinion du Conseil constitutionnel
Le 18 juin 2020, trois mois après l'échec de la procédure, le Conseil constitutionnel dresse un bilan critique, pointant un nombre « très élevé » de signatures à atteindre, une procédure « dissuasive et peu lisible » pour les citoyens, et une tenue toute « hypothétique » du référendum, que le seul examen du texte par les chambres suffit à empêcher. Les « Sages » jugent notamment le site mis en place par le ministère de l'Intérieur « suffisamment efficace pour garantir la fiabilité des résultats » mais « souvent perçu comme étant d'un usage complexe » du fait de son « manque d'ergonomie générale ». Selon le Conseil, ces éléments auraient potentiellement contribué à un manque de confiance des électeurs dans la procédure, les dissuadant d'y participer. De même, l'absence de débat public et de campagne d'information par le biais de l'audiovisuel est pointé du doigt, les « Sages » appelant à la mise en place d'un véritable dispositif d'information du public.